# Deduru Oya
El Deduru Oya és un embassament o presa construït al riu Deduru al districte de Kurunegala de Sri Lanka. Construït el 2014, el propòsit primari de la presa és el de retenir aproximadament un bilió de metres cúbics d'aigua per propòsits de regatge, el qual altrament fluiria mar endins. La construcció de la presa va començar el 2006 i fou formalment completada el 2014, amb la presència de l'ex president Mahinda Rajapaksa.

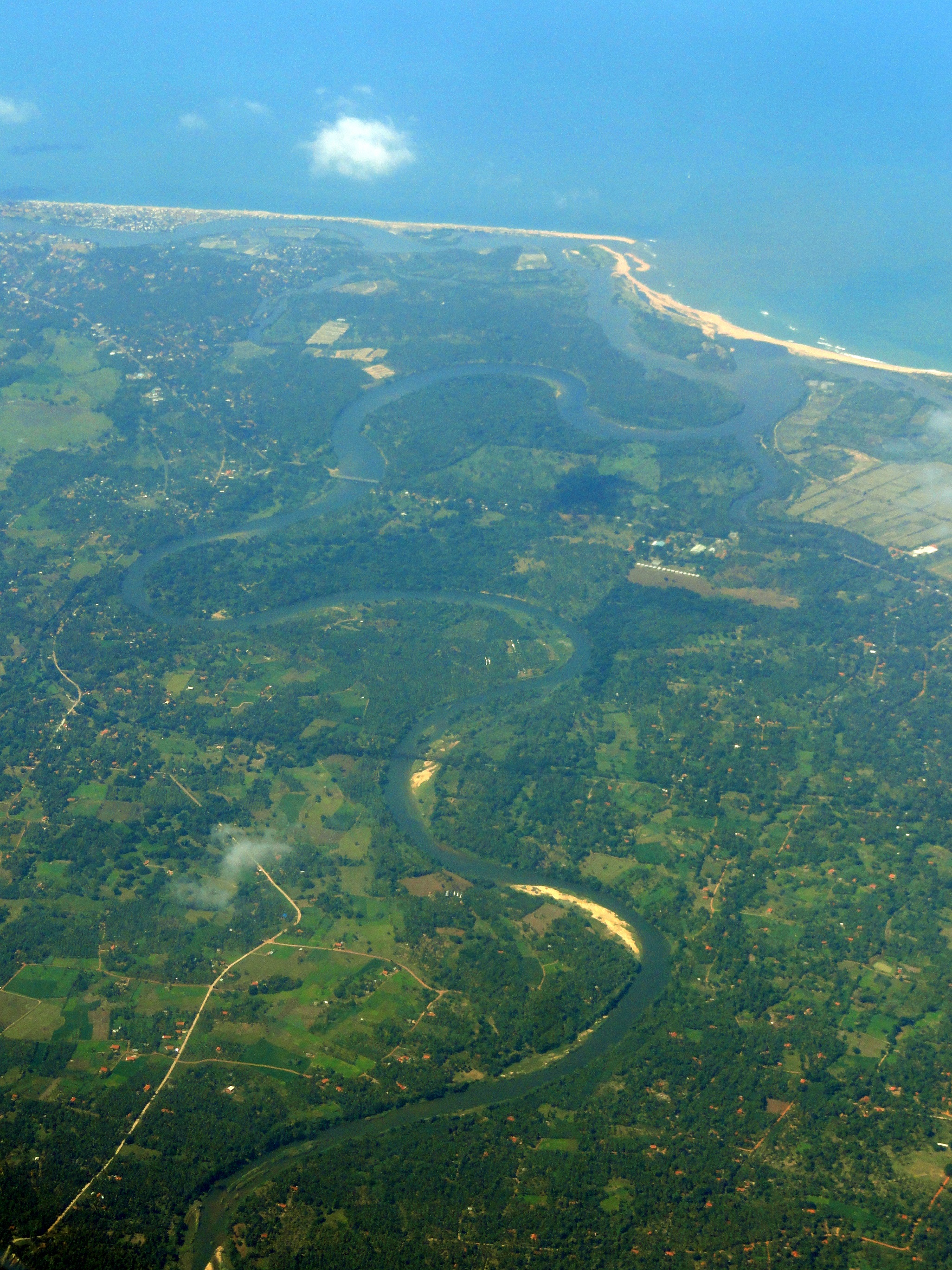
La boca de Deduru Oya, aproximadament 80 km riu avall de la presa.

Estudis de lloc i disseny de la presa van ser fets per enginyers del Ministeri de Regs. La presa, la qual mesura aproximadament 2,400 metres d'ample, va crear la Reserva de Deduru Oya que té una capacitat de 75,000,000 m3. L'aigua de la reserva irriga aproximadament 11,000 hectàrees de terres agrícoles i també produïa 1.5 megawatt 1.5 megawatt a l'estació de producció hidroelèctrica que opera el Ministeri de Electricitat i Energia.
A més del vuit portes, l'aigua de la reserva és canalitzada des de la reserva (per a reg) via tres canals, és a dir el Canal Esquerre, el Canal Central i el Canal del Sud. El del sud és un canal de 33 km (21 mi) km conduint l'aigua de la reserva o embassament Deduru Oya a l'embassament Inginimitiya a un índex de flux de 8.5 m3/s.